# Trzeci rząd Mateusza Morawieckiego
Trzeci rząd Mateusza Morawieckiego – Rada Ministrów pod kierownictwem premiera Mateusza Morawieckiego, powołana przez prezydenta RP Andrzeja Dudę i zaprzysiężona 27 listopada 2023. W głosowaniu 11 grudnia 2023 nie uzyskała wotum zaufania. Tego samego dnia premier złożył dymisję rządu, która została przyjęta przez prezydenta.

## Powołanie rządu
W październikowych wyborach parlamentarnych dotychczasowe zaplecze drugiego rządu Mateusza Morawieckiego, klub parlamentarny Prawa i Sprawiedliwości, utraciło większość parlamentarną, pozostając jednak największym klubem parlamentarnym Sejmu X kadencji.
Prezydent Andrzej Duda w dniach 24 i 25 października przeprowadził konsultacje ze wszystkimi klubami, które uzyskały reprezentację w nowym Sejmie. Zarówno Prawo i Sprawiedliwość, jak i koalicja złożona z Koalicji Obywatelskiej, Trzeciej Drogi oraz Lewicy przekazały prezydentowi informację o dysponowaniu niezbędną większością 231 głosów niezbędnych do uzyskania wotum zaufania. Kandydatami na stanowisko Prezesa Rady Ministrów byli odpowiednio Mateusz Morawiecki (dotychczasowy premier z PiS) oraz Donald Tusk (przewodniczący Platformy Obywatelskiej, premier koalicji PO-PSL w latach 2007–2014).
6 listopada 2023 w orędziu Andrzej Duda ogłosił, że powoła na stanowisko premiera Mateusza Morawieckiego. Desygnował go na to stanowisko 13 listopada 2023, w dniu pierwszego posiedzenia Sejmu X kadencji, przyjąwszy wcześniej rezygnację drugiego rządu Mateusza Morawieckiego.
Decyzja Andrzeja Dudy spotkała się z krytyką m.in. nowych marszałków Sejmu i Senatu – Szymona Hołowni i Małgorzaty Kidawy-Błońskiej, publicystów oraz politologów, a także liderów koalicji zrzeszonej wokół Donalda Tuska, dysponującej w Sejmie 248 mandatami (podczas gdy komitet PiS uzyskał 194 mandaty). 10 listopada została podpisana umowa koalicyjna pomiędzy KO, TD i Nową Lewicą, której podmioty przedstawiły Donalda Tuska na swojego kandydata na premiera. Liderzy koalicji ogłosili, że jeśli Mateuszowi Morawieckiemu nie uda się uzyskać wotum zaufania od Sejmu, to Donald Tusk będzie ich kandydatem w tzw. drugim kroku konstytucyjnym.
27 listopada 2023 w Pałacu Prezydenckim w Warszawie doszło do zaprzysiężenia Rady Ministrów. Najpóźniej do 11 grudnia 2023 musiała ona zdobyć wotum zaufania od Sejmu Rzeczypospolitej Polskiej. W głosowaniu 11 grudnia 2023 za udzieleniem wotum zaufania opowiedziało się 190 posłów przy 266 głosach sprzeciwu. Ustępująca Rada Ministrów pełniła swoje obowiązki, zgodnie z art. 154 ust. 3 konstytucji RP, do 13 grudnia 2023, kiedy nastąpiło zaprzysiężenie nowej Rady Ministrów przez prezydenta.

## Wotum zaufania 11 grudnia 2023
| Klub/koło                                                | Klub/koło                                   | Głosowanie | Głosowanie     | Głosowanie | Nieobecni |
| Klub/koło                                                | Klub/koło                                   | Za         | Wstrzymali się | Przeciw    | Nieobecni |
| -------------------------------------------------------- | ------------------------------------------- | ---------- | -------------- | ---------- | --------- |
|                                                          | Prawo i Sprawiedliwość                      | 187        | 0              | 0          | 3         |
|                                                          | Koalicja Obywatelska                        | 0          | 0              | 157        | 0         |
|                                                          | Polska 2050 Szymona Hołowni – Trzecia Droga | 0          | 0              | 33         | 0         |
|                                                          | Polskie Stronnictwo Ludowe – Trzecia Droga  | 0          | 0              | 32         | 0         |
|                                                          | Lewica                                      | 0          | 0              | 26         | 0         |
|                                                          | Konfederacja                                | 0          | 0              | 18         | 0         |
|                                                          | Kukiz’15                                    | 3          | 0              | 0          | 0         |
| ŁĄCZNIE                                                  | ŁĄCZNIE                                     | 190        | 0              | 266        | 3         |
| Większość bezwzględna: 229, wotum zaufania nie udzielono |                                             |            |                |            |           |

## Trzecia Rada Ministrów Mateusza Morawieckiego (2023)
| Funkcja                                              | Imię i nazwisko                 | Imię i nazwisko                   | Czas pełnienia funkcji | Czas pełnienia funkcji |
| Funkcja                                              | Imię i nazwisko                 | Imię i nazwisko                   | Od                     | Do                     |
| ---------------------------------------------------- | ------------------------------- | --------------------------------- | ---------------------- | ---------------------- |
| Prezes Rady Ministrów                                |                                 | Mateusz Morawiecki (PiS)          | 27 listopada 2023(dts) | 13 grudnia 2023(dts)   |
| Minister-członek Rady Ministrów                      |                                 | Izabela Antos                     | 27 listopada 2023(dts) | 13 grudnia 2023(dts)   |
| Minister obrony narodowej                            |                                 | Mariusz Błaszczak (PiS)           | 27 listopada 2023(dts) | 13 grudnia 2023(dts)   |
| Minister rodziny i polityki społecznej               |                                 | Dorota Bojemska                   | 27 listopada 2023(dts) | 13 grudnia 2023(dts)   |
| Minister kultury i dziedzictwa narodowego            |                                 | Dominika Chorosińska (PiS)        | 27 listopada 2023(dts) | 13 grudnia 2023(dts)   |
| Przewodnicząca Komitetu do spraw Pożytku Publicznego | 27 listopada 2023(dts)          | Dominika Chorosińska (PiS)        | 13 grudnia 2023(dts)   |                        |
| Minister sportu i turystyki                          |                                 | Danuta Dmowska-Andrzejuk          | 27 listopada 2023(dts) | 13 grudnia 2023(dts)   |
| Minister infrastruktury                              | Alvin Gajadhur                  | 27 listopada 2023(dts)            | 13 grudnia 2023(dts)   |                        |
| Minister rolnictwa i rozwoju wsi                     |                                 | Anna Gembicka (PiS)               | 27 listopada 2023(dts) | 13 grudnia 2023(dts)   |
| Minister funduszy i polityki regionalnej             |                                 | Małgorzata Jarosińska-Jedynak     | 27 listopada 2023(dts) | 13 grudnia 2023(dts)   |
| Minister finansów                                    |                                 | Andrzej Kosztowniak (PiS)         | 27 listopada 2023(dts) | 13 grudnia 2023(dts)   |
| Minister zdrowia                                     |                                 | Ewa Krajewska                     | 27 listopada 2023(dts) | 13 grudnia 2023(dts)   |
| Minister klimatu i środowiska                        | Anna Łukaszewska-Trzeciakowska  | 27 listopada 2023(dts)            | 13 grudnia 2023(dts)   |                        |
| Minister rozwoju i technologii                       |                                 | Marlena Maląg (PiS)               | 27 listopada 2023(dts) | 13 grudnia 2023(dts)   |
| Minister aktywów państwowych                         |                                 | Marzena Małek                     | 27 listopada 2023(dts) | 13 grudnia 2023(dts)   |
| Minister-członek Rady Ministrów                      |                                 | Jacek Ozdoba (Suwerenna Polska)   | 27 listopada 2023(dts) | 13 grudnia 2023(dts)   |
| Minister edukacji i nauki                            |                                 | Krzysztof Szczucki (PiS)          | 27 listopada 2023(dts) | 13 grudnia 2023(dts)   |
| Minister spraw wewnętrznych i administracji          | Paweł Szefernaker (PiS)         | 27 listopada 2023(dts)            | 13 grudnia 2023(dts)   |                        |
| Minister spraw zagranicznych                         | Szymon Szynkowski vel Sęk (PiS) | 27 listopada 2023(dts)            | 13 grudnia 2023(dts)   |                        |
| Minister sprawiedliwości                             |                                 | Marcin Warchoł (Suwerenna Polska) | 27 listopada 2023(dts) | 13 grudnia 2023(dts)   |

## Rekordy i statystyki
W trzecim rządzie Mateusza Morawieckiego zasiadała największa liczba kobiet w historii Polski.
Licząc 19 osób, był to najmniej liczny z gabinetów Mateusza Morawieckiego. Zarówno pierwszy, jak i drugi, gabinet Mateusza Morawieckiego zawierały w dniu zaprzysiężenia po 23 ministrów.
Był to najkrócej funkcjonujący rząd Rzeczypospolitej Polskiej po roku 1989 – przetrwał zaledwie 16 dni. Z tego powodu media określiły go mianem rządu dwutygodniowego.

## Kancelaria Prezesa Rady MinistrówMateusza Morawieckiegood 27 listopada 2023 do 13 grudnia 2023
Ministrowie-członkowie Rady Ministrów
- Jacek Ozdoba (Suwerenna Polska) – minister-członek Rady Ministrów od 27 listopada 2023

Szef Kancelarii Prezesa Rady Ministrów
- Izabela Antos (bezpartyjna) – minister-członek Rady Ministrów i szef Kancelarii Prezesa Rady Ministrów od 27 listopada 2023, przewodnicząca Stałego Komitetu Rady Ministrów, sekretarz Rady Ministrów

Zastępcy szefa Kancelarii Prezesa Rady Ministrów
- Andrzej Klarkowski (bezpartyjny) – podsekretarz stanu, zastępca szefa Kancelarii Prezesa Rady Ministrów od października 2022

Szef gabinetu politycznego premiera
- Krzysztof Kubów (PiS) – sekretarz stanu, szef Gabinetu Politycznego Prezesa Rady Ministrów od 21 listopada 2019

Rzecznik Rządu
- Piotr Müller (PiS) – sekretarz stanu, rzecznik prasowy rządu od 21 listopada 2019

Sekretarze stanu
- Jan Dziedziczak (PiS) – sekretarz stanu, pełnomocnik Rządu ds. Polonii i Polaków za Granicą od 19 grudnia 2019
- Norbert Maliszewski (bezpartyjny) – sekretarz stanu od października 2021, szef Rządowego Centrum Analiz od sierpnia 2021
- Tadeusz Kościński (bezpartyjny) – sekretarz stanu od 22 czerwca 2022
- Stanisław Żaryn (bezpartyjny) – sekretarz stanu, pełnomocnik Rządu ds. Bezpieczeństwa Przestrzeni Informacyjnej RP od 9 września 2022

Podsekretarze stanu
- Jarosław Wenderlich (PiS) – podsekretarz stanu od 3 stycznia 2020, wiceprzewodniczący Stałego Komitetu Rady Ministrów od 20 stycznia 2020

Szef Służby Cywilnej
- Dobrosław Dowiat-Urbański (bezpartyjny) – szef Służby Cywilnej od 2 marca 2016

Sekretarz Kolegium ds. Służb Specjalnych
- Maciej Wąsik (PiS) – sekretarz Kolegium ds. Służb Specjalnych od listopada 2015

Dyrektor Biura Prezesa Rady Ministrów
- Anna Wójcik – dyrektor Biura Prezesa Rady Ministrów od 2018

Dyrektor generalna KPRM
- Anna Nałęcz – dyrektor generalna KPRM